# Jucancistrocerus tachkendensis
Jucancistrocerus tachkendensis är en stekelart som först beskrevs av Dalla Torre 1889.  Jucancistrocerus tachkendensis ingår i släktet Jucancistrocerus och familjen Eumenidae. Inga underarter finns listade i Catalogue of Life.